# Первая Мексиканская республика
Первая Мексиканская республика или Первая Федеративная республика (исп. Primera República Federal) являлась федеративной республикой в соответствии с конституцией 1824 года. Страна была независимым государством, официально называвшимся Мексиканскими Соединенными Штатами (исп. Estados Unidos Mexicanos). Первая Мексиканская республика существовала с 1824 до 1835 года.
Республика была провозглашена 31 января 1824 по временной конституции, Основному закону, спустя 10 месяцев после падения Мексиканской империи Агустина I. Федеративная форма правления была объявлена 4 октября 1824 года, когда вступила в силу конституция Мексиканских Соединенных Штатов.
23 октября 1835 года консерваторы отменили Конституцию 1824 года и 30 декабря 1836 года установили централистскую форму правления, приняв семь конституционных законов.

## Независимость

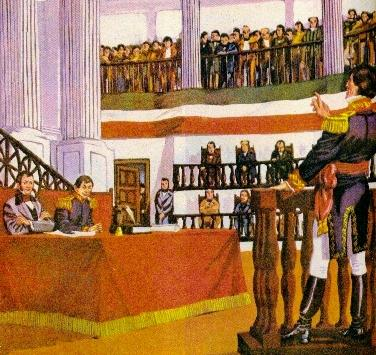
Заседание второго Учредительного конгресса, принявшего федералистскую конституцию

Война за независимость Мексики от Испании продолжалось с момента первоначального массового восстания 1810 года, которое возглавил священник Идальго-и-Костилья и продолжилось под руководством другого католического священника Морелоса, а также Герреро, который руководил восстанием на юге страны. В 1821 году роялистский генерал Агустин I (император Мексики) перешёл на сторону повстанцев и заключил союз с их лидером Герреро, провозгласив так называемый План Игуалы с целью свергнуть испанское владычество. План провозглашал Мексику независимым государством; католицизм единственной религией; равенство испанцев с родившимися в Мексике (американо), тем самым отменив различия колониальной эпохи; установление конституционной монархии. Повстанческие войска и королевская армия сформировали Армию трех гарантий и двинулись на столицу. Потерпев поражение, вице-король Новой Испании О’Доноху подписал Кордовский мирный договор, признав независимость страны. 27 сентября 1821 года Итурбиде с триумфом вступил в Мехико. Новое независимое государство стало называться Мексиканской империей.

## Мексиканская империя

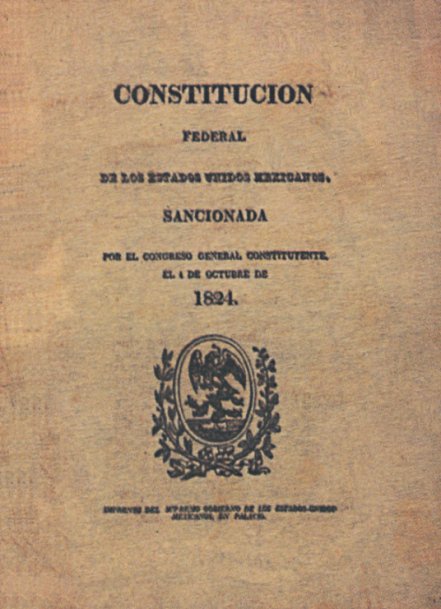
Конституция 1824 г.

У местной элиты не было реального опыта осуществления политической власти, кроме как в кабильдо (городской совет), и монархия была знакомой формой правления, поэтому первый Учредительный конгресс, стремясь к политической стабильности, согласился на монархию, и 18 мая 1822 года Итурбтде был провозглашен императором Мексики под именем Агустина. В октябре 1822 года император распустил Учредительный конгресс, заключил в тюрьму законодателей и учредил назначаемый им самим Национальный совет. 
Отсутствие конгресса, диктаторские замашки императора и отсутствие решений серьезных проблем, которые переживала страна, усилили заговоры с целью изменения имперской системы. В начале декабря в мексиканских провинциях произошло несколько восстаний, но все они были подавлены императорской армией. К оппозиции присоединились генералы Лопес де Санта-Анна и Гуадалупе Виктория, которые разработали План Каса Мата. Этот план не признавал Мексиканскую империю и призывал к созыву нового Учредительного конгресса. Повстанцы разослали свое предложение провинциальным делегациям и просили их присоединиться к плану. Всего за шесть недель почти все провинции поддержали этот план. К плану присоединились Герреро и Николас Браво. Итурбиде был вынужден восстановить конгресс в тщетной попытке сохранить власть, но потерпел поражение и 19 марта 1823 года отрекся от престола. Неделю спустя повстанцы вошли в Мехико.

## Федеративная республика
31 марта конгресс вручил исполнительную власть триумвирату в составе Гуадалупе Виктории, Н. Браво и Педро Селестино Негрете, который управлял страной под именем Верховной исполнительной власти до принятия конституции. Конгресс учредил новый национальный герб и флаг, отличавшиеся от прежних тем, что орел изображался без короны, но со змеей в клюве. 4 октября 1824 года Учредительный конгресс принял федералистскую конституцию и официально провозгласил Мексиканские Соединенные Штаты. Законодательная власть вручалась конгрессу, состоявшему из палаты депутатов и сената, а исполнительная - президенту, избираемому законодательными собраниями штатов. Конституция предусматривала упразднение инквизиции, запрещение пыток и произвола в судопроизводстве, лишение церкви монополии в области народного образования, отмену подушной подати. Провозглашались равенство всех граждан перед законом, свобода печати, поощрение государством торговли, науки, просвещения. 10 октября Гуаделупе Виктория стал первым президентом Мексиканских Соединенных Штатов. За время своего правления он отменил рабство, основал Военную академию и установил дипломатические отношения с Великобританией, США, Федеративной Республикой Центральной Америки и Великой Колумбией.
На протяжении всего своего двенадцатилетнего существования Первая республика страдала от политической и финансовой нестабильности. Проходили частые военные перевороты. Первый президент республики Гуадалупе Виктория был единственным президентом, правившим полный срок. Президент и вице-президент избирались отдельно, но кандидаты не обязаны были принадлежать к одной и той же партии, что также не способствовало стабильности в правительстве. Постоянно шла борьба между федералистами и централистами. 
В 1829 году мандат Гуаделупе Виктории закончился, и он решил отказаться от участия в политике. Президентом конгресса был избран либерал Мануэль Гомес Педраса. Но через несколько дней после этих выборов генерал Висенте Герреро поднял мятеж и сверг либеральное правительство. Затем он организовал мирный переход власти и, в свою очередь, конгресс признал его президентом. Однако президентство Герреро было недолгим. В декабре 1829 года в результате государственного переворота генерал Анастасио Бустаманте сверг правительство и казнил Герреро. Месяц спустя он получил все полномочия и был провозглашен «пожизненным президентом», тем самым приостановив действие федералистской конституции и республиканского режима. Два года спустя Бустаманте был свергнут и федеративная республика была восстановлена. В 1832 году президентом стал Мануэль Гомес Педраса. В апреле 1833 года он был свергнут в результате государственного переворота генералом Антонио Лопесом де Санта-Анной, который, в свою очередь, получил все полномочия, а также титул «пожизненного президента». В январе 1835 года Санта-Анна был свергнут и восстановлена республика. После падения Санта-Анны в 1835 году президентом стал генерал Мигель Барраган. Отмечая слабость федеральной системы, он добился отмены конституции 1824 года и заставил конгресс проголосовать за «централистскую» конституцию. Затем федеративная республика была упразднена и заменена централистской Первой республикой.